# اثر مگنتوالکتریک
اثر مگنتوالکتریک (ME)، پدیده‌ای است که با اعمال کردن میدان الکتریکی (مغناطیسی)، بتوانیم قطبش مغناطیسی (الکتریکی) القا کنیم. این اثرات می‌تواند؛ نسبت به میدان‌های خارجی خطی یا غیر خطی باشند.
در حالت کلی، این اثر به دما بستگی دارد. این اثر می‌تواند به صورت زیر بیان شود
{\displaystyle P_{i}=\sum \alpha _{ij}H_{j}+\sum \beta _{ijk}H_{j}H_{k}+\ldots }
{\displaystyle M_{i}=\sum \alpha _{ij}E_{j}+\sum \beta _{ijk}E_{j}E_{k}+\ldots }
که p قطبش الکتریکی است و M مغناطش است و E و H میدان الکتریکی و مغناطیسی می‌باشند و α و β پذیرفتاری‌های خطی و غیر خطی ME می‌باشند.
این اثر در مواد تک فازی و ترکیبی مشاهده شده‌است. بعضی از مثال‌های مگنتو الکتریک‌های تک فاز عبارتند ازcr2o3 و مواد مولتی فروییک، که یک کوپلینگ بین مرتبه پارامترهای مغناطیس و الکتریک را نشان می‌دهد.
مگنتو الکتریک‌های ترکیبی، ترکیبی از مواد کششی مغناطیسی (موادی که بر اثر مغناط‌یس تغییر شکل می‌دهند) و مواد کششی الکتریکی (موادی که بر اثر میدان الکتریکی تغییر شکل می‌دهند) مانند مواد فرومغناطیس و مواد پیزو الکتریک می‌باشد. اندازه این اثر به سازوکار میکروسکوپی بستگی دارد.
در مگنتو الکتریک‌های تک فاز این اثر ناشی از کوپلینگ بین مرتبه پارامترهای الکتریکی و مغناطیسی می‌باشد، همان‌طور که در بعضی از مولتی فروییک‌ها مشاهده شده‌است.
در مواد ترکیبی این اثر از اثر کوپلینگ سطحی، مانند کشش، نشات گرفته شده‌است. بعضی از کاربردهای امید بخش اثر ME عبارتند از جست و جوی حساس میدان‌های مغناطیسی، دستگاه‌های پیشرفته منطقی و فیلترهای میکرو ویو تنظیم پذیر.
واحد s/m) , α si) می‌باشد که با [(s/m]=1.1 x10−۱۱ εr [V/(cm Oe] به واحد کاربردی [(V/(cm Oe] می‌تواند تبدیل شود.

## تاریخچه
اثر مگنتوالکتریک اولین بارتوسط P. Curie در سال ۱۸۹۴ حدس زده شد در حالی که عبارت "magnetoelectric" به وسیلهٔ P. Debye در ۱۹۲۶ نسبت داده شد.
پیش گویی‌های دقیق تر در مورد کوپلینگ خطی بین قطبش الکتریکی و مغناطیسی در ابتدا توسط L.D. Landau و E. Lifshitz در یک کتاب از سری مشهور تئوری فیزیکیشان فرمولبندی شده‌است.
تنها در سال ۱۹۵۹، Dzyaloshinskii با استفاده از بحث تقارن توانست کوپلینگ خطی مگنتوالکتریک را در Cr2O3 بدست آورد.
تأیید تجربی تنها بعد از چند ماه وقتی که این اثر برای اولین بار توسط D. Astrov مشاهده شد بدست آمد.
علایق عمومی برای اندازه‌گیری اثر مگنتوالکتریک خطی منجر به سازماندهی یکسری کنفرانس MEIPIC (پدیده‌های برهمکنش مگنتو الکتریک در کریستال) شد.
بین پیش‌بینی Dzyaloshinskii و ویرایش اول MEIPIC بیش از ۸۰ ترکیب مگنتو الکتریکی پیدا شد.
اخیراً پیشرفت‌های تئوری و تکنولوژیکی باعث راه اندازی یک رنسانس در این مطالعات شده‌است و اثر مگنتو الکتریک هنوز به شدت مورد تحقیقات قرار می‌گیرد.

## پیدایش

### ناهمسانگردی تک- یون
در کریستال‌ها جفت شدگی اسپین-اربیت برای ناهمسانگردی بلوری مغناطیسی تک-یون پاسخگو است که این باعث تعیین محور چرخش اسپین‌ها (مانند محورهای آسان) می‌شود.
میدان الکتریکی خارجی می‌تواند تقارن محلی دیده شده توسط یون‌های مغناطیسی را تغییر بدهد و هردوی قدرت ناهمسانگردی و جهت محورهای آسان را تحت تأثیر قرار دهد.
بنابراین، نا همسانگردی تک-یون می‌تواند با میدان الکتریکی خارجی کوپل شود تا مرتبه‌های مختلف مغناطیسی را بچرخاند.

### شرط تبادل متقارن(symmetric exchange striction)
برهمکنش اصلی بین اسپین‌های گذار یون‌های فلزی در جامدها معمولاً مشروط به تبادل می‌باشد.
این برهمکنش به جزئیات ساختار کریستال مانند طول پیوند بین یون‌های مغناطیسی و زاویه تشکیل یافته توسط پیوند، بین یون‌های مغناطیسی و و یون‌های لیگاند(ligand) بستگی دارد.
تبادل متقارن می‌تواند هم مثبت و هم منفی و همچنین پاسخ اصلی برای مرتبه مغناطیسی می‌باشد.
همانطورکه قدرت تبادل متقارن به مکان مثبت نسبی یون‌ها ربط دارد، این باعث کوپل شدن اسپین به فونون‌ها می‌شود.
اگر مرتبه مغناطیسی بتواند تقارن معکوس را بشکند کوپلینگ اسپین‌ها به فونون‌ها توسط دوقطبی الکتریکی خالص می‌تواند اتفاق بیافتد؛ بنابراین تبادل متقارن می‌تواند راهی برای کنترل ویژگی‌های مغناطیسی به وسیلهٔ میدان الکتریکی خارجی فراهم آورد.

### کشش برای کنترل اثر چندساختاری مگنتوالکتریک
استراتژی لایه نازک ما را قادر می‌سازد تا کوپلینگ مولتی فروییک، به وسیلهٔ راه مکانیکی در ساختارهای چندین گانه که شامل مؤلفه‌های مگنتو الاستیک و پیزوالکتریک می‌باشد عملی شود.
این نوع ساختار چندگانه، از لایه نشانی لایه نازکی از مگنتوالاستیک روی زیرلایه پیزو الکتریک تشکیل شده‌است. برای این سیستم، به کاربردن میدان مغناطیسی منجر به القای تغییر در ابعاد لایه مگنتو الاستیک می‌شود. این فرایند به مگنتواستریکشن معروف است که منجر به تغییر کشش در لایه مگنتو الاستیک می‌شود و این هم به سطح زیرلایه پیزوالکتریک انتقال می‌یابد.
در نتیجه یک قطبش در حین یک فرایند پیزوالکتریک به زیر لایه اعمال می‌شود. در واقع کل این اثر این است که قطبش زیرلایه فروالکتریک را به وسیلهٔ میدان مغناطیسی می‌توانیم کننترل کنیم. (اثر مگنتوالکتریک)
در این مورد سطح مشترک نقش مهمی را در تنظیم پاسخ از یکی به دیگری بازی می‌کند که باعث می‌شود مقدار کوپلینگ مگنتوالکتریک را متوجه شویم.
برای کوپلینگ مؤثر، ما به سطح مشترک با کیفیت بالا و کشش بهینه نیاز مندیم. برای رسیدن به این نیاز، تکنیک‌های لایه نشانی پیچیده برای ترکیب کردن این نوع لایه نازک چند ساختاری به کار گرفته شده‌است.
MBE (لایه نشانی به وسیلهٔ باریکه مولوکولی) نشان داده است که قابلیت لایه نشانی ساختارهای شامل پیزو الکتریک و مؤلفه‌های مگنتو استریکتیو را دارد.
مواد مطالعه شده عبارتند از فریت کبالت، SrTiO3, BaTiO3, PMNT، مگنتیت.